# Національне радіо Чувашії
Національне радіо Чувашії (чув. Чăваш наци радиовĕ)  - перша в Чувашії Чуваська радіостанція, що віщає чуваською, російською і татарською мовами на території Чуваської Республіки і через Інтернет.
Директор-головний редактор О.I.Прокоп'єв.

## Історія
Національне радіо Чувашії почало тестове мовлення 25 квітня 2009 року. Для учасників святкового мітингу, присвяченого Дню чуваської мови, який щороку проводиться 25 квітня в Чебоксарах у сквері ім. І. Я. Яковлева перед Національною бібліотекою, було організовано пряме включення радіостанції.
У коментарі Мінкультури Чувашії з приводу відкриття нової радіостанції говорилося, що метою створення радіо «з нуля» є розвиток системи інформаційного забезпечення населення Чувашії, забезпечення конституційного права на отримання соціально значущої інформації кожним громадянином республіки, а також вирішення питання про сповіщення жителів Чувашії в разі надзвичайних ситуацій природного і техногенного характеру.

## Концепція мовлення
Національне радіо Чувашії не є вузькоформатною і одномовною радіостанцією. 60% мовлення проводиться чуваському мовою, 35% - російською і 5% - на мовах інших народів, що населяють Чуваську Республіку. При цьому 30% програм становлять інформаційно-аналітичні, 30% — освітні та по 20% — літературно-драматичні і музичні. Інформаційно-аналітичні програми транслюються 5 годин на день.

## Мовлення

### Ефірні частоти
На базі передавального обладнання філії ФГУП «Радіотелевізійний передавальний центр» Національному радіо Чувашії надані два частотних ресурси у діапазонах ультракоротких хвиль: 71,41 МГц (передавач в п. Ібресі) і 105,0 МГц (передавач у м. Цивільськ). За допомогою цих передавачів охоплено 80% території Чуваської Республіки, за винятком рр.. Чебоксари і Новочебоксарськ. Згідно з федеральним законом ефірне мовлення у містах з населенням понад 100 000 осіб дозволено тільки на підставі ліцензії. Її, у свою чергу, видають по проведенні федерального конкурсу. Тому в 2009 році в Чебоксарах і Новочебоксарську передачі Національного радіо Чувашії можна слухати тільки на «третій кнопці» проводового мовлення.

### Онлайн-мовлення
Передача потокових аудіоданих здійснюється також через мережу Інтернет: Аудіопотік у форматі MMS